# Club Universitario (Potosí)
Il Club Universitario è una società calcistica boliviana di Potosí.

## Storia
In seguito alla sua fondazione prese parte al campionato del Dipartimento di Potosí. Partecipò alla Copa Simón Bolívar nel 1971, 1975 e 1976. Nel 1992 debuttò nel campionato professionistico: nel primo torneo ottenne 23 punti in 30 partite, e si classificò 12º. Nel 1993 rimase escluso, per la differenza reti, dal gruppo per il titolo, e dovette disputare il girone che determinava le squadre retrocesse. Si trovò nel quadrangolare insieme a Metalsan, Universitario Beni e Chaco Petrolero. L'Universitario Potosí chiuse all'ultimo posto con 5 punti; pertanto, fu retrocesso in seconda divisione, insieme a Universitario Beni e Chaco Petrolero.

## Palmarès

### Competizioni nazionali
- Campionato di Potosí: 4

2005